# Buracona
Buracona est une baie et un espace protégé du Cap-Vert sur l'île de Sal.

## Géographie
Elle est située au nord-ouest d'Espargos, à 5 km de Palmeira. Il s'agit d'une grande cavité où les vagues se brisent sur les récifs volcaniques. 